# Jeonju-World-Cup-Stadion
Das Jeonju-World-Cup-Stadion ist ein Fußballstadion im Stadtbezirk Deokjin-gu der südkoreanischen Stadt Jeonju, Provinz Jeollabuk-do. Seit 2002 wird das Stadion als Heimspielstätte der Jeonbuk Hyundai Motors genutzt, einem Franchise der K League Classic, der höchsten Liga des Landes.

## Geschichte
Die Sportstätte wurde von Februar 1999 bis zum Oktober 2001 für die Fußball-Weltmeisterschaft 2002 errichtet. Die Einweihung folgte am 8. November 2001 durch den südkoreanischen Präsident Kim Dae-jung. Während des WM-Turniers war es Austragungsort für drei Spiele. Es war 2017 eines von sechs Stadien der U-20-Fußball-Weltmeisterschaft.
Die Fußballarena ist innen und außen in den Farben Blau, Rot und Gelb gehalten. Dabei steht Blau für Jeonjus lebensfreundliche Umwelt, Rot für die Leidenschaft der Bewohner der Provinz Jeollabuk-do und Gelb für den Wunsch der Bewohner nach Frieden und Wohlstand. Die Anlage bedeckt eine Fläche von 52.249 m², die Gesamtfläche des Areals erstreckt sich über insgesamt 562.929 m². Die Dachkonstruktionen auf den vier getrennt stehenden Ränge sollen an Hapjukseon, Fächer aus Bambus, erinnern, für die die Region bekannt ist. Das Parkhaus bietet Platz für ca. 4.000 Fahrzeuge.

## Spiele der WM 2002 in Jeonju

### Gruppenspiele
- 07. Juni 2002:  Spanien –  Paraguay 3:1 (0:1)
- 10. Juni 2002:  Portugal –  Polen 4:0 (1:0)

### Achtelfinale
- 17. Juni 2002:  Mexiko –  Vereinigte Staaten 0:2 (0:1)

## Jeonju-World-Cup-Ersatzstadion
Das Jeonju-World-Cup-Ersatzstadion (kor. 전주월드컵경기장 보조경기장) ist ein Fußballstadion mit Leichtathletikanlage, welches sich direkt neben dem Jeonju-World-Cup-Stadion befindet. Das Stadion wurde zur gleichen Zeit wie das Hauptstadion errichtet und dient als Sportstätte für kleine Wettbewerbe. Ab 2022 nutzt der südkoreanische Viertligist Jeonbuk Hyundai Motors FC II das Stadion als Heimspielstätte.